# Dehesas de Jerez
Las Dehesas de Jerez es un espacio natural situado en el suroeste de la provincia de Badajoz declarado Zona de Especial Protección para las Aves en el año 2000 y Zona Especial de Conservación en mayo de 2015 por la Junta de Extremadura.

## Localización
Cuenta con una superficie de 47 537 ha repartidas entre los términos municipales de Jerez de los Caballeros, Zahínos, Villanueva del Fresno, Higuera de Vargas, Valle de Santa Ana, Valle de Matamoros, Oliva de la Frontera y Valencia del Mombuey. Tiene una población aproximada de 24 397 habitantes.

## Marco legal
Las Dehesas de Jerez fueron propuestas para Lugar de Importancia Comunitaria en diciembre de 1997, siendo aprobada la declaración en mayo de 2008. El 3 de junio de 2015 el DOE publicaba el Decreto 110/2015 del 19 de mayo, donde todas las zonas LIC pasaban a ser declaradas zonas ZEC.
La zona ZEPA se creó en el año 2000, según el Decreto 232/2000 del 21 de noviembre de 2000 publicado en el DOE el 28 de noviembre del mismo año, que declara ocho nuevas zonas de protección de aves, entre ellas las Dehesas de Jerez, sumadas a las seis que ya existían en la región.
El 1 de agosto de 2006 se publicaría en el DOE el Decreto 139/2006 del 25 de julio de aquel año que declaraba al río Alcarrache, río que cruza la dehesa, y sus arroyos, como Corredor Ecológico y de Biodiversidad.

## Situación geográfica
Las Dehesas de Jerez se encuentran en el suroeste de la provincia de Badajoz, en Extremadura. Se extienden desde la localidad de Jerez de los Caballeros hasta la frontera con Portugal, ocupando las comarcas de Llanos de Olivenza y Sierra Suroeste.

## Acceso
Se puede acceder a la zona protegida mediante varias carreteras que conducen a localidades del lugar. Desde Badajoz se puede llegar mediante la EX-107 que une la capital pacense con Villanueva del Fresno, también desde Badajoz puede recorrer la N-435 hasta Jerez de los Caballeros y aquí, en el punto kilométrico 70, coger la salida hacia Oliva de la Frontera por la EX-112. Desde Zafra se puede llegar hasta aquí desde la EX-112, para ello habrá que recorrer la EX-101 que une Zafra con Fregenal de la Sierra hasta el punto kilométrico 15 donde se encuentra la salida a Jerez de los Caballeros por la EX-112, que conecta este punto con Villanueva del Fresno.
Mediante tren es posible llegar hasta Jerez de los Caballeros a través de la línea Zafra-Jerez de los Caballeros.

## Características
La zona ocupa una superficie de 47 537 ha, siendo la sexta zona de especial conservación más grande de la comunidad autónoma. Está surcada por una red fluvial perteneciente a la cuenca hidrográfica del Guadiana que se compone de tres ríos, Godolid, Cofrentes y Alcarrache, estando declarado este último como corredor ecológico desde 2006.

## Clima
El clima es mediterráneo con influencia atlántica. Las temperaturas son suaves en invierno y muy cálidas en verano, alcanzándose en ocasiones más de 40 °C. Las lluvias son moderadas, existiendo cambios bastantes bruscos de unos años a otros.
| Parámetros climáticos promedio de Dehesas de Jerez (1980-2016) | Parámetros climáticos promedio de Dehesas de Jerez (1980-2016) | Parámetros climáticos promedio de Dehesas de Jerez (1980-2016) | Parámetros climáticos promedio de Dehesas de Jerez (1980-2016) | Parámetros climáticos promedio de Dehesas de Jerez (1980-2016) | Parámetros climáticos promedio de Dehesas de Jerez (1980-2016) | Parámetros climáticos promedio de Dehesas de Jerez (1980-2016) | Parámetros climáticos promedio de Dehesas de Jerez (1980-2016) | Parámetros climáticos promedio de Dehesas de Jerez (1980-2016) | Parámetros climáticos promedio de Dehesas de Jerez (1980-2016) | Parámetros climáticos promedio de Dehesas de Jerez (1980-2016) | Parámetros climáticos promedio de Dehesas de Jerez (1980-2016) | Parámetros climáticos promedio de Dehesas de Jerez (1980-2016) | Parámetros climáticos promedio de Dehesas de Jerez (1980-2016) |
| Mes                                                            | Ene.                                                           | Feb.                                                           | Mar.                                                           | Abr.                                                           | May.                                                           | Jun.                                                           | Jul.                                                           | Ago.                                                           | Sep.                                                           | Oct.                                                           | Nov.                                                           | Dic.                                                           | Anual                                                          |
| -------------------------------------------------------------- | -------------------------------------------------------------- | -------------------------------------------------------------- | -------------------------------------------------------------- | -------------------------------------------------------------- | -------------------------------------------------------------- | -------------------------------------------------------------- | -------------------------------------------------------------- | -------------------------------------------------------------- | -------------------------------------------------------------- | -------------------------------------------------------------- | -------------------------------------------------------------- | -------------------------------------------------------------- | -------------------------------------------------------------- |
| Temp. máx. media (°C)                                          | 14                                                             | 15                                                             | 19                                                             | 20                                                             | 25                                                             | 30                                                             | 33                                                             | 33                                                             | 29                                                             | 23                                                             | 17                                                             | 14                                                             | 22.7                                                           |
| Temp. media (°C)                                               | 9                                                              | 10                                                             | 13                                                             | 15                                                             | 18                                                             | 22                                                             | 25                                                             | 25                                                             | 22                                                             | 18                                                             | 13                                                             | 10                                                             | 16.7                                                           |
| Temp. mín. media (°C)                                          | 5                                                              | 5                                                              | 7                                                              | 9                                                              | 12                                                             | 15                                                             | 17                                                             | 17                                                             | 16                                                             | 12                                                             | 8                                                              | 6                                                              | 10.8                                                           |
| Precipitación total (mm)                                       | 50.0                                                           | 40.0                                                           | 39.9                                                           | 40.5                                                           | 28.2                                                           | 12.1                                                           | 2.3                                                            | 3.6                                                            | 19.8                                                           | 57.5                                                           | 65.8                                                           | 63.8                                                           | 423.5                                                          |
| Días de precipitaciones (≥ 1 mm)                               | 6.4                                                            | 5.4                                                            | 5.1                                                            | 6.1                                                            | 4.9                                                            | 1.9                                                            | 0.5                                                            | 0.8                                                            | 3.0                                                            | 6.6                                                            | 6.9                                                            | 7.6                                                            | 55.2                                                           |
| Horas de sol                                                   | 146                                                            | 163                                                            | 226                                                            | 244                                                            | 292                                                            | 335                                                            | 376                                                            | 342                                                            | 260                                                            | 206                                                            | 155                                                            | 114                                                            | 2859                                                           |
| Fuente: AEMET, Weather Spark 15 de noviembre de 2023           |                                                                |                                                                |                                                                |                                                                |                                                                |                                                                |                                                                |                                                                |                                                                |                                                                |                                                                |                                                                |                                                                |

## Flora y fauna
Las Dehesas de Jerez se caracterizan por tener una de las mayores masas de dehesa de la península ibérica, donde encontraremos principalmente encinas y alcornoques.
Entre los animales que pueden avistarse se encuentran el jabalí, el conejo, el zorro, la gineta, el lirón careto y el gato montés, también puede verse, pero de forma casi testimonial, el ciervo. Además en las zonas de río pueden verse a veces algunas nutrias.
La vegetación de la zona alberga una gran variedad de aves, algunas en peligro de extinción, pudiendo avistarse, según la época del año, cigüeñas negras, cigüeñas blancas, águilas calzadas, palomas torcaces, críalos, zorzales charlos, estorninos, abubillas, picos menores y colirrojos reales, entre otras especies.

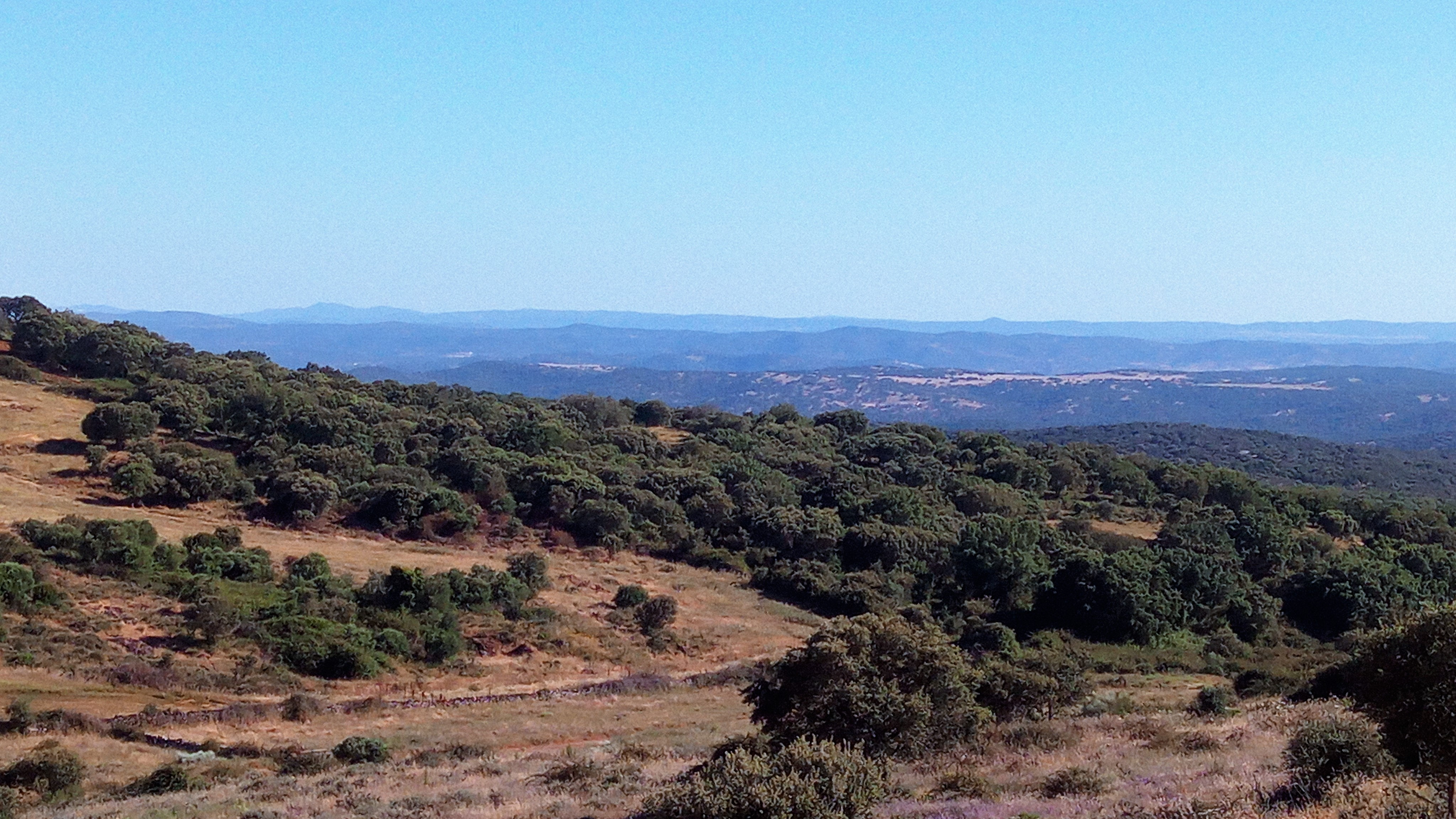
Paisaje de las Dehesas de Jerez

Las Dehesas de Jerez y su entorno sirven como fuente de riqueza para los habitantes de los pueblos cercanos ya que estas zonas son claves para la crianza del cerdo ibérico. Los productos gastronómicos de esta dehesa pertenecen a la denominación de origen Dehesa de Extremadura.

## Amenazas
La abusiva tala de árboles para la extracción de leña, las canteras de granito a cielo abierto y la excesiva carga de ganado en las explotaciones son las principales amenazas a esta dehesa.
En 2003 se presentó un proyecto para la construcción de una línea de 440 Kv para unir la subestación Balboa de Jerez de los Caballeros con la frontera portuguesa, aunque en un principio se consideró una amenaza para la zona protegida finalmente en enero de 2004 el Ministerio de Medio Ambiente dio una Declaración de Impacto Ambiental positiva.
En 2019 una empresa minera intentaría reabrir una mina de uranio cerrada desde 1967 ubicada en el término municipal de Villanueva del Fresno, el rechazo de los habitantes y los alcaldes de la zona ayudarían para que en 2022 el Tribunal Supremo desestimase el recurso de la empresa y tumbase de forma definitiva el permiso de investigación que perseguía esta sobre el recurso radiactivo.